# Sow into You
"Sow into You" is een elektronicanummer geschreven en geproduceerd door Róisín Murphy en Matthew Herbert voor Murphy's debuutsoloalbum Ruby Blue, uitgebracht in 2005. In het nummer wordt een metafoor van regen en 'seksuele oogst' gebruikt. Het nummer was uitgebracht als de tweede single van Murphy's debuutalbum.

## Tracklist
Ep
| Nr. | Titel                                             | Lengte |
| --- | ------------------------------------------------- | ------ |
| 1.  | "Sow into You" (radioversie)                      | 3:32   |
| 2.  | "Sow into You" (Bugz in the Attic-remix)          | 6:01   |
| 3.  | "Sow into You" ((Bugz in the Attic-dubstrumental) | 5:16   |
| 4.  | "Love in the Making"                              | 5:04   |